# Elis Brusewitz
Elis Fredrik Leopold Brusewitz, född den 30 april 1869 i Göteborg, död den 26 november 1940 i Stockholm, var en svensk militär. 
Brusewitz blev underlöjtnant vid Göta artilleriregemente 1890, löjtnant där 1894, vid Andra Göta artilleriregemente 1895, kapten där 1903 och major i armén 1919. Efter tjänstgöring vid generalstaben 1909–1915 var han bibliotekarie där 1915–1933. Brusewitz erhöll avsked från beställning på stat 1922 och befordrades till överstelöjtnant i armén 1930. Han var ordförande i Svenska Revisorsamfundet 1922–1936 och medlem av direktionen för Arméns pensionskassa 1931–1935. Brusewitz översatte flera militära och skönlitterära verk. Han blev riddare av Svärdsorden 1911 och av Vasaorden 1925. 
Elis Brusewitz var gift med tennisspelerskan Ellen Brusewitz samt far till överste Bengt Brusewitz och kläddesignern Margit Bergendorff. Makarna Brusewitz vilar i en familjegrav på Norra begravningsplatsen utanför Stockholm.